# チュルボメカ アリウス

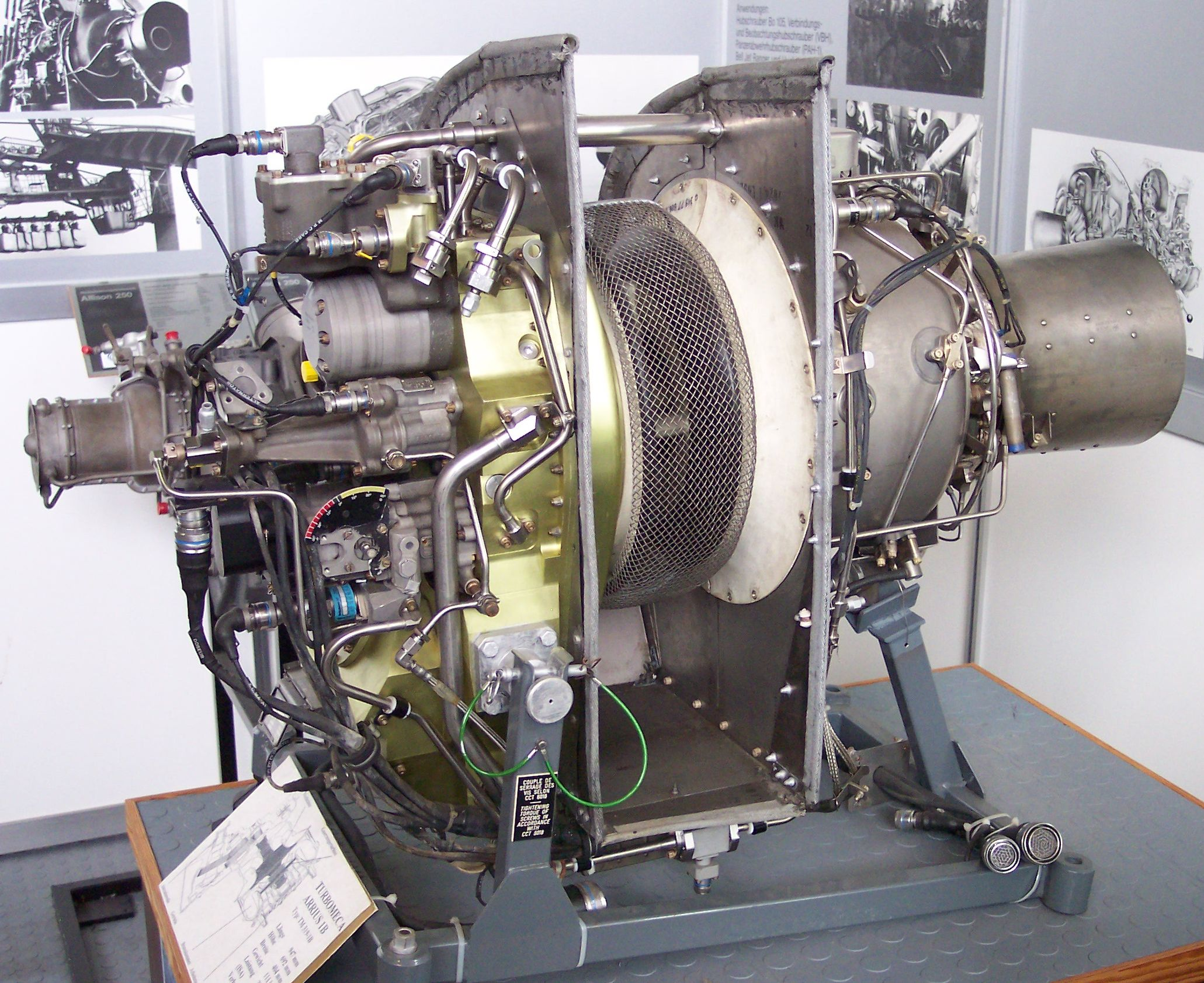
チュルボメカ アリウス 1B

アリウス（Arrius ）は、フランスのチュルボメカが開発・製造するヘリコプター用のターボシャフトエンジンである。
1981年に最初に生産され、2007年時点では2000基が販売された。出力は357 kW (479 shp)から530 kW (716 shp)の異なる形式がある。
名前はチュルボメカの伝統に倣いピレネー山脈を構成する山の頂上ピク・ドゥ・アリウスからつけられた。 

## 搭載機
- ユーロコプター AS355 N エキュレイユ 2 (アリウス 1A × 2)
- ユーロコプター AS355 NP エキュレイユ 2 (アリウス 1A1 × 2)
- ユーロコプター AS555 フェニック 2 (アリウス 1M × 2)
- アグスタ A109　パワー (アリウス 2K1/2K2 × 2)
- ユーロコプター EC135 T1 (アリウス 2B/2B1/2B1A/2B1A_1 × 2)
- ユーロコプター EC135 T2 (アリウス 2B2 × 2)
- ユーロコプター EC635 T1 (アリウス 2B/2B1/2B1A/2B1A_1 × 2)
- ユーロコプター EC635 T2 (アリウス 2B2 × 2)
- ユーロコプター EC 120 (アリウス 2F× 1)

## 仕様 (Arrius 1A)
データ引用元:
一般的特性
- 形式: 2軸式　フリータービンターボシャフト
- 全長: 63 in (1601 mm)
- 直径: 17.2 in (436 mm)
- 乾燥重量: 223.3 lb (101.3 kg)

構成要素
- 圧縮機: 単段遠心式
- 燃焼器: アニュラー式反転型燃焼器
- タービン: 単段出力タービン、単段ガス発生器駆動タービン

性能
- 出力: 520 shp (388 kW)
- タービン入口温度: 870 C
- 出力重量比: